# Рафаель Еспіноза
Рафаель Еспіноза Сепеда (нар. 21 квітня 1994) — мексиканський боксер-професіонал, чемпіон світу за версією WBO (2023—т.ч.) в напівлегкій вазі.